# Miséria
Miséria är en svensk biografisk kriminal- och dramafilm från 2024. Filmen är regisserad av Liam Norberg, som även skrivit manus tillsammans med Jimmy Karlsson och Sebastian Stakset. Filmen är löst baserad på Staksets liv.
Filmen hade biopremiär i Sverige den 13 september 2024.

## Handling
Filmen kretsar kring Adam, en förortskriminell kille som hamnar på en säkerhetsanstalt. På anstalten träffar han den grovt kriminella Franky som introducerar honom för nätverksledaren Chicago. Samtidigt som hans flickvän Alicia blir gravid hamnar Adam i ett inferno av kokain, gangstermord, ett värdetransportrån och stora skulder.

## Rollista (i urval)
- Sebastian Stakset – Adam
- Ola Rapace – Chicago
- Amanda Renberg – Alicia
- Ulf Stenberg – Granlund
- Felix Engström – Yxan
- Saad Gibara
- Daniel Webb